# Lyall-Inseln
Die Lyall-Inseln sind eine Gruppe aus vier kleinen Inseln vor der Pennell-Küste des ostantarktischen Viktorialands. Sie liegen unmittelbar vor der Einfahrt zur Yule Bay. Zu ihnen gehören von Westen nach Osten Unger Island, Surgeon Island, Novosad Island und Hughes Island.
Entdeckt wurde sie bei der Antarktisexpedition (1839–1843) des britischen Polarforschers James Clark Ross. Dieser benannte sie nach David Lyall (1817–1895), Assistenzchirurg auf dem Forschungsschiff Terror.